# Tifosi
Tifosi (wł. kibice) – włoskie określenie na grupę kibiców.

## Piłka nożna
Określenie to jest używane głównie na włoskich kibiców piłki nożnej. W odróżnieniu od wielu lokalnych włoskich fanklubów, których główną rolą jest zapewnienie miejsca do spotkania fanów i przyjaciół czy organizowanie wyjazdów, od późnych lat 60. wielu włoskich fanów organizowało grupy stadionowe. Nazwali się oni ultrasami. Ich głównym celem jest organizowanie wsparcia dla swojej drużyny dzięki flagom, transparentom, racom, bębnom i wspólnemu śpiewaniu.

## Formuła 1
Tifosi to również określenie kibiców Ferrari w Formule 1. Są znani z miłości do tego teamu, co zasługuje na uwagę tym bardziej, że większość innych fanów kibicuje raczej pojedynczym kierowcom aniżeli drużynom.
Tifosi to ikona Formuły 1. Ich rzesze pojawiają się podczas Grand Prix Włoch, a do 2006 roku byli obecni również na Grand Prix San Marino. Ubierają się na czerwono, mają flagi Ferrari i zajmują przeważnie trybunę główną.

## Kolarstwo
Słowa tifosi można również użyć w stosunku do rzesz włoskich fanów kolarstwa, kibicującym na takich wyścigach, jak Giro d'Italia, Tirreno-Adriatico, Mediolan-San Remo czy Giro di Lombardia.